# Olivier Perraudeau
Olivier Perraudeau (Challans, 9 de novembro de 1972) é um ex-ciclista francês, que competiu como profissional entre 1998 e 2003. No Tour de France 2000, ele foi o último na classificação geral, o lanterne rouge.